# Гвидониды
Гвидониды (фр. Widonides) — раннефеодальный род франкского происхождения, из которого происходили два императора Франкской империи. Название род получил от имени Гвидо (лат. Wido, Widonis, позже трансформировалось в итал. Guido), которое носили многие представители рода.

## История

### Графы Нанта
Первый достоверно известный представитель рода — Лантберт, родственник святого Лиутвина (ум. в 717), епископа Трира. Лантберт был фогтом монастырей Хорнбах и Меттлах. У него было 6 сыновей. Из них Фродоальд в 799 году стал графом Ванна, а старший, Ги (Гвидо) был в 799 году графом Нанта и маркграфом Бретонской марки, предпринявший по приказу императора Карла Великого поход в Бретань для подавления восстания бретонцев.
Вероятно, сыном Ги был Ги II, в 813 году сменивший Фродоальда на посту графа Ванна. Он в 834 году был послан императором в Бретань, чтобы вытеснить сторонников сына императора, Лотаря, но погиб в сражении. Старший же сын Ги Нантского, Ламберт I (ум. 30 декабря 836), сменил отца на посту графа Нанта и маркграфа Бретонской марки. В 818 и 824 году он участвовал в экспедиции императора Людовика против восставших бретонцев. Во время восстания сыновей императора Ламберт встал на сторону Лотаря I, за что был лишен владений в Бретани и изгнан в Италию, где Лотарь назначил его герцогом Сполето.
Старший сын Ламберта I, Ламберт II (погиб 1 мая 852), остался в Бретани. Сначала он был сторонником Карла II Лысого, но после того, как Карл отказался назначить Ламберта графом Нанта, он перешел на сторону Номиноэ, графа Ванна. Ламберт участвовал на его стороне в борьбе против Карла Лысого и дважды захватывал Нант (в 843 и 850 годах), но по мирному договору 851 года между Карлом Лысым и сыном умершего Номиноэ, Эриспоэ, Нант входит в состав королевства Эриспоэ, что лишило Ламберта надежды закрепиться в графстве. В 852 году Ламберт попытался захватить область между Мэном и Анжу, но был убит графом Гозбертом Мэнским, опасавшимся за свои владения.

### Герцоги Сполето
Младший сын Ламберта I, Ги (Гвидо) I (ум. 860) последовал за отцом в Италию. Еще в 829 году он женился на Аделаиде, дочери князя Беневенто Сико. В 842 году Гвидо был сделан герцогом и маркграфом Сполето. В 843—846 годах он участвовал в гражданской войне, бушевавшей в Беневенто, поддерживая брата жены Адельхиза. Гвидо оставил двух сыновей — Ламберта II (ум. 879), герцога Сполето с 860, и Гвидо III, ставшего позже императором.
Ламберт II провёл довольно бурную жизнь. В 867 году император Людовик II выбрал его своим представителем в папском окружении в Риме, однако Ламберт сильно злоупотреблял своим положением, разграбив Рим, за что был отлучен от церкви и объявлен лишенным владений, но, не имея возможности привести приговор в силу, император простил Ламберта. Через четыре года он участвовал в восстании правителей княжеств в Южной Италии и пленении императора Людовика, за что Ламберта опять объявили лишенным владений, но он снова был прощён. С 877 года Ламберт конфликтовал с папой Иоанном VIII и в марте 878 года вместе с Адальбертом I Тосканским осадили Рим, за что Ламберт был снова отлучен от церкви. Через год он умер, на посту герцога его сменил сын, Гвидо II (ум. 882), который имел честолюбивые планы по расширению владений, но которые так и не смог осуществить, поскольку скоро умер. Он оставил двух несовершеннолетних детей — сына Гвидо IV (ум. 897), который был герцогом Сполето с 889 года и князем Беневенто с 892 года, и дочь Итту, выданную замуж за Гвемара I Салернского. Но в 882 году Сполето перешло к младшему брату Ламберта II — Гвидо III.

### Короли Италии и императоры
Гвидо III (ум. 12 декабря 894) — самый известный представитель рода. В 876 году он стал герцогом Камерино, хотя и не совсем ясно, почему Камерино отделилось от Сполето. А в 882 году, после смерти своего племянника Гвидо II, он ввиду малолетства его сына унаследовал Сполето. Гвидо продолжил борьбу против папы, начатую Ламбертом II. Кроме того он отказался вернуть земли, захваченные братом, вступил в союз с Византией, получая оттуда деньги. В итоге император Карл III Толстый объявил о конфискации владений Гвидо как у изменника. Исполнить это решение он поручил маркграфу Фриуля Беренгару I. Но Беренгар ничего сделать не смог — поразившая его армию эпидемия заставила его отступить. Через 2 года Гвидо появился в Павии на королевской ассамблее, где поклялся в верностью императору, после чего все обвинения с него были сняты, а указ о конфискации был отменён. Также Гвидо стал союзником нового папы, Стефана V.
В 887 году был низложен император Карл III. Королём Италии был выбран Беренгар Фриульский. А Гвидо предложил свою кандидатуру на корону Франции. Его поддержал архиепископ Реймса Фульк. В феврале 888 года епископ Лангра короновал Гвидо. Но большинство французской знати поддержало кандидатуру Эда Парижского, который короновался 29 февраля 888 года. Поняв, что здесь он ничего не добьётся, Гвидо отрекся от французской короны и вернулся в Италию, решив попытать счастье здесь. В октябре 888 года он пересёк границу Италии, но около Брешии был разбит армией Беренгара, после чего попросил перемирия. Воспользовавшись перемирием, Гвидо собрал армию, с помощью которой смог разбить Беренгара. В результате в феврале 889 года в Павии Гвидо был выбран королём Италии. Пользуясь поддержкой папы Стефана V он 21 февраля 891 года был коронован императором вместе с женой Ангельтрудой, дочерью князя Беневенто Адельхиза.
Став императором, Гвидо позаботился о том, чтобы усилить охрану границ. Для этого он основал 2 новых маркграфства. Маркграфом Иврейской марки он назначил Анскара I, родоначальника Иврейской династии, приехавшего в Италию вместе с Гвидо после неудачной попытки стать королём Франции. Другое маркграфство он образовал в 892 году на северо-восточной границе, его правителем он сделал своего дядю Конрада.
На ассамблее в Павии в мае 891 года Гвидо добился королевского титула для своего сына Ламберта (ок. 880 — 15 октября 898), которому тогда было около 12 лет. А 30 апреля 892 года новый папа Формоз короновал в Равенне Ламберта императорской короной. Но вскоре против Гвидо выступил король Германии Арнульф Каринтийский, призванный папой Формозом, который недоверчиво относился к усилению власти Гвидо. Арнульф послал в 893 году армию во главе со своим незаконным сыном Цвентибольдом, объединившегося с Беренгаром Фриульским. Армия осадила Павию, но вскоре Гвидо смог откупиться от Цвентибольда, в итоге бросившего Беренгара и вернувшегося в Германию. Вскоре папа и Беренгар вновь обратились к Арнульфу, который в январе 894 года лично возглавил армию, отправившуюся в Италию. Гвидо заперся в Павии, а Арнульф устроил показательную бойню в Бергамо, разграбив город и повесив сохранившего верность Гвидо местного графа Амвросия. Услышав об этом, Гвидо бежал из Павии, а Арнульф провозгласил себя королём Италии. Против него выступила знать, включая обманутого Беренгара. Опасаясь, что у него не хватит сил на покорение Италии, Арнульф повернул обратно. После этого Гвидо стал собирать армию для противостояния Беренгару, но неожиданно умер 12 декабря 894 года. Беренгар попытался этим воспользоваться, но неудачно. Император Ламберт в январе 895 года занял Павию.
Пользуясь поддержкой папы Формоза, разочаровавшемся в Арнульфе Каринтийском, он пользовался поддержкой своих вассалов. Но в 895 году он позволил матери втянуть себя в авантюру с отвоеванием княжества Беневенто для Гвидо IV, маркграфа Сполето, у Византии. Этот поход, начатый в августе 895 года, вызвал недовольство папы, который вновь обратился с призывом к Арнульфу Каринтийскому, который в октябре вторгся в Италию. При этом с Арнульфом договорился о помощи и император Византии Лев VI, заключивший союз также с королём Нижней Бургундии Людовиком III. В феврале 896 году Арнульф занял Рим, где короновался императорской короной. Королева Ангельтруда бежала из Рима в Сполето, Ламберт уехал туда ещё раньше для организации обороны. Арнульф выступил следом, но неожиданно его сразил паралич, в результате чего германская армия вернулась в Баварию. А 4 апреля умер папа Формоз.
В октябре или ноябре 896 года Ламберт и Беренгар встретились в Тичино, где заключили договор о мире. Они разделили королевство, Беренгар получил земли между реками По и Адда, остальная часть осталась у Ламберта. В конце года Ламберт, Ангельтруда и Гвидо IV смогли выбить из Рима германцев. После этого в 897 году папа Стефан VI созвал Трупный синод, который признал незаконным избрание папой Формоза, и, следовательно, коронацию императором Арнульфа. После чего Ламберт вернулся в Павию, а его мать отправилась в Беневенто, где от имени императора передала управление своему брату Радельхизу. А в Риме вспыхнуло восстание, низложившее папу Стефана.
В мае 898 года папа Иоанн IX на синоде в Равенне аннулировал коронацию Арнульфа и поддержал Ламберта. А в августе вспыхнуло восстание маркграфа Тосканы Адальберта II. Ламберт выступил против мятежника и ему удалось захватить Адальберта. Он был отправлен в Павию дожидаться суда. Но 15 октября на охоте Ламберт упал с лошади и погиб. С его смертью род угас, поскольку маркграф Гвидо IV умер годом ранее.